# تشاه بنياد صدوق (اسفندار)
تشاه بنياد صدوق (بالإنجليزية: Chah-e Boniad Seduq)‏ هي منطقة سكنية تقع في إيران في يزد.